# Srbijanska ženska softbolska reprezentacija
Srpbijanska ženska softbolska reprezentacija predstavlja državu Srbiju u športu softbolu.
Krovna organizacija: Softbol savez Srbije

## Postave

### EP 2007.
Glijaković, Gluhak, Bekić, Vukasović, Bošković, Šuša, Urošević, Gašević, Mitrović, Damjanović, Budimović, Belić, Čutura, Rusmir, Gašparević

## Nastupi na EP
- divizija "B", Prag 1997.: -
- divizija "B", Antwerpen 1999.: -
- divizija "B", Beč 2001.: -
- divizija "B", Saronno, Italija 2003.: -
- divizija "B", Prag 2005.: -
- divizija "B", Zagreb 2007.:

## Vanjske poveznice
- Postava na EP 2007.  Arhivirana inačica izvorne stranice od 19. kolovoza 2007. (Wayback Machine)